# Enjuta

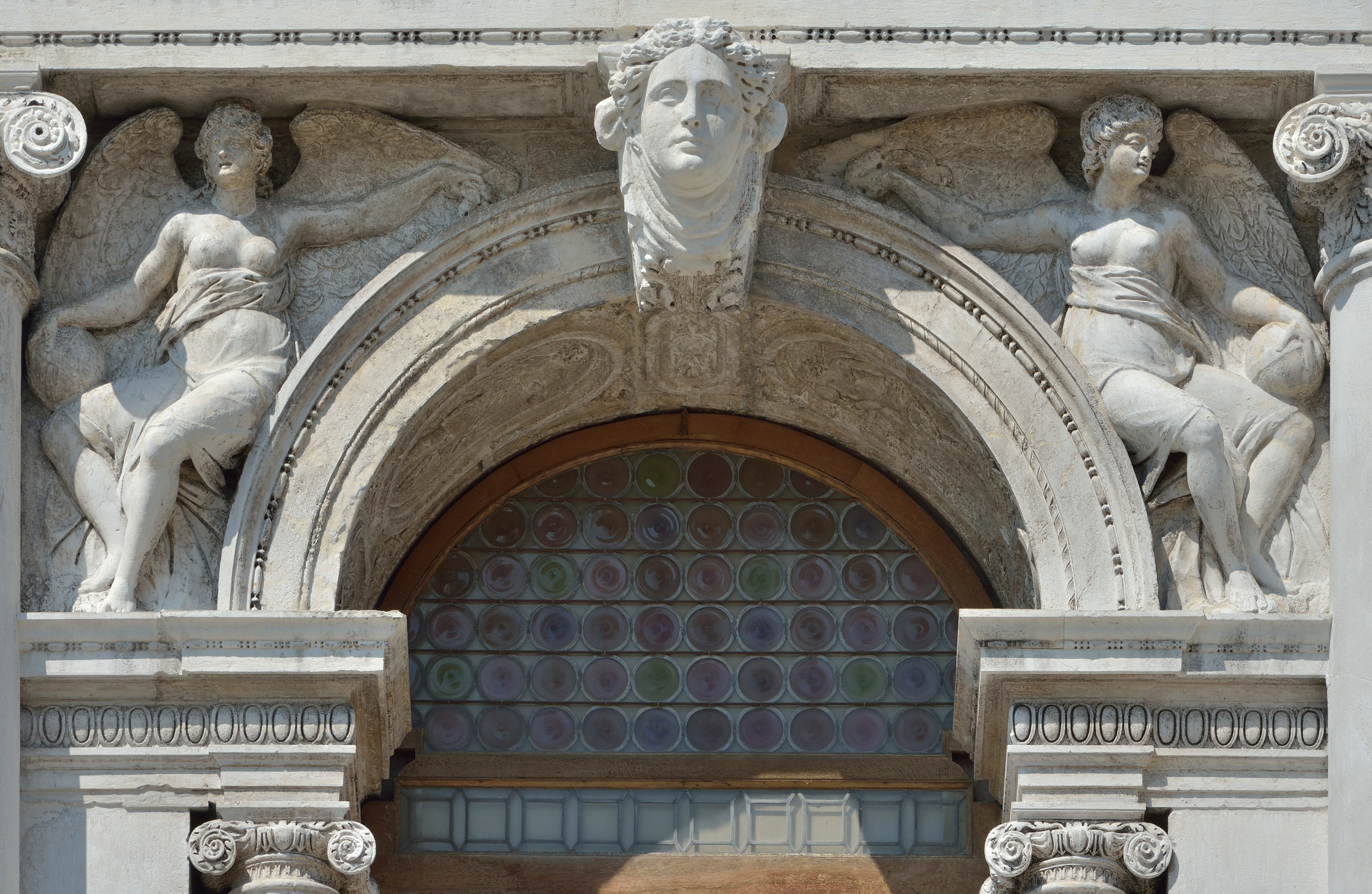
Enjutas decoradas. Biblioteca Marciana, Venecia.

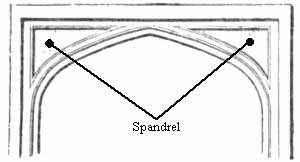
Enjutas.

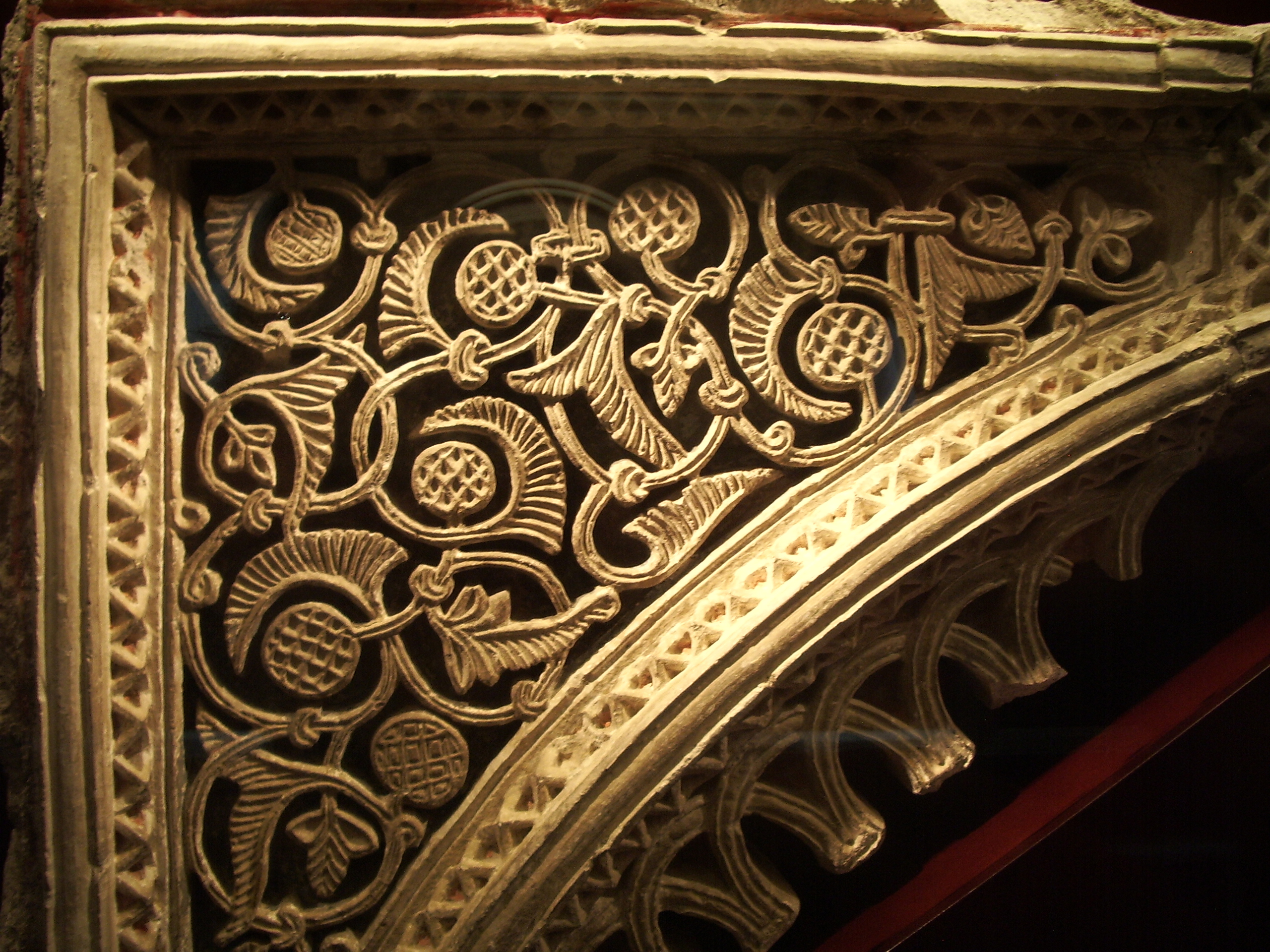
Detalle de una enjuta decorada en el Palacio de la Aljafería de Zaragoza.

Una enjuta (palabra proveniente del Latín exuctus) es la superficie delimitada por el extradós de un arco y la chambrana que lo enmarca. Por extensión se puede llamar enjutas a las superficies angulares curvas comprendidas entre el arco y un rectángulo imaginario que lo contenga.  También puede referirse a los espacios triangulares curvilíneos entre los arcos que sostienen a una cúpula y el tambor de esta, aunque estos se denominan pechinas. 
En la arquitectura italiana palaciega, las enjutas están decoradas con clípeos. En la arquitectura árabe se denominan albanegas.